# PRFoods
AS PRFoods (anciennement AS Premia Foods) est une entreprise estonienne dont l'activité principale est la production de poisson.

## Présentation
L'activité principale du Groupe est la fabrication de poisson dans quatre usines de production à Renko et Kokkola (Finlande), à Saaremaa (Estonie) et à Aberdeen (Grande-Bretagne).
Les principaux produits de PRFoods sont à base de saumon et de truite arc-en-ciel. 
Environ 2/3 du poisson cru utilisé dans la production des truites arc-en-ciel de PRFoods sont récoltés dans les fermes piscicoles du Groupe dans la région des lacs de Suède et de l'archipel de Turku en Finlande.
Le saumon est acheté principalement en Norvège, au Danemark, en Suède et en Écosse. 
La production utilise à plus petite échelle, le corégone et le hareng de la mer Baltique.
En outre, un volume notable de caviar rouge est fabriqué à partir de poissons récoltés dans les piscicultures du Groupe.
Les marques utilisées par l'entreprise dans ses produits de la pêche sur le marché finlandais sont Heimon Gourmet et Archipelago Sea.

## Organisation
Les filiales (et sous filiales) de PRFoods sont: 
- Saaremere Kala AS, Estonie
  - Vettel OÜ, Estonie
  - Redstorm OÜ, Estonie
  - Avamere Kalakasvatus OÜ, Estonie
  - Heimon Kala Oy, Finlande
    - Överumans Fisk Ab, Suède

  - JRJ & PRF Ltd, Grande-Bretagne
- John Ross Jr. (Aberdeen) Ltd, Grande-Bretagne
- Coln Valley Smokery Ltd, Grande-Bretagne

## Actionnaires
Au 30 juin 2019, le plus importants actionnaires de PRFoods sont:
| #  | Actionnaire                             | Actions    | %        |
| -- | --------------------------------------- | ---------- | -------- |
| 1  | ING Luxembourg S.A.                     | 24 258 366 | 62,71% - |
| 2  | Lindermann, Birnbaum & Kasela OÜ        | 1 593 623  | 4,12%    |
| 3  | Ambient Sound Investments OÜ            | 1 385 267  | 3,58%    |
| 4  | Firebird Republics Fund Ltd             | 1 277 729  | 3,30%    |
| 5  | OÜ Rododendron                          | 1 219 589  | 3,15%    |
| 6  | Compensa Life Vienna Insurance Group SE | 750 470    | 1,94%    |
| 7  | Firebird Avrora Fund, Ltd.              | 730 678    | 1,89%    |
| 8  | OÜ Iskra Investeeringud                 | 377 874    | 0,98%    |
| 10 | Total [1-8]                             | 31 593 596 | 81,67%   |

## Année fiscale
L'année fiscale 2018-2019 va du 1er juillet 2018 au 30 juin 2019.